# 셰빌
셰빌(Chevelle)은 1995년 일리노이주 그레이슬레이크에서 결성된 미국의 록 밴드이다. 이 밴드는 원래 맷 스콧(베이스와 백 보컬)과 함께 피트 로플러(리드 보컬과 기타)와 샘 로플러(드럼과 타악기) 두 형제로 구성되었다. 스콧은 1996년 샘과 피트의 동생 조 로플러로 교체되었다. 2005년 조가 밴드를 떠났을 때, 제노 레나도는 피트와 샘의 처남 딘 베르나르디니로 교체될 때까지 투어 베이시스트로 활동했다. 베르나르디니는 2019년에 밴드에서 탈퇴했고, 2021년에는 켐블 월터스가 투어 베이시스트로 밴드에 합류했다.

## 음반 목록
스튜디오 음반
- Point #1 (1999)
- Wonder What's Next (2002)
- This Type of Thinking (Could Do Us In) (2004)
- Vena Sera (2007)
- Sci-Fi Crimes (2009)
- Hats Off to the Bull (2011)
- La Gárgola (2014)
- The North Corridor (2016)
- Niratias (2021)